# Carlotta Grisi

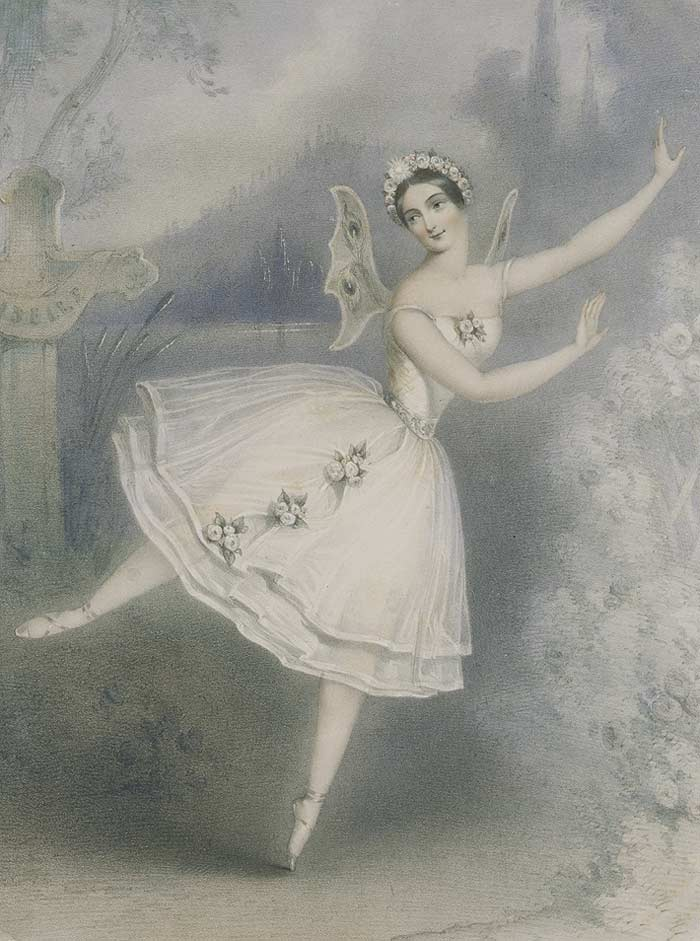
Carlotta Grisi w balecie Giselle w r. 1841 - rysunek Ivora Guesta.

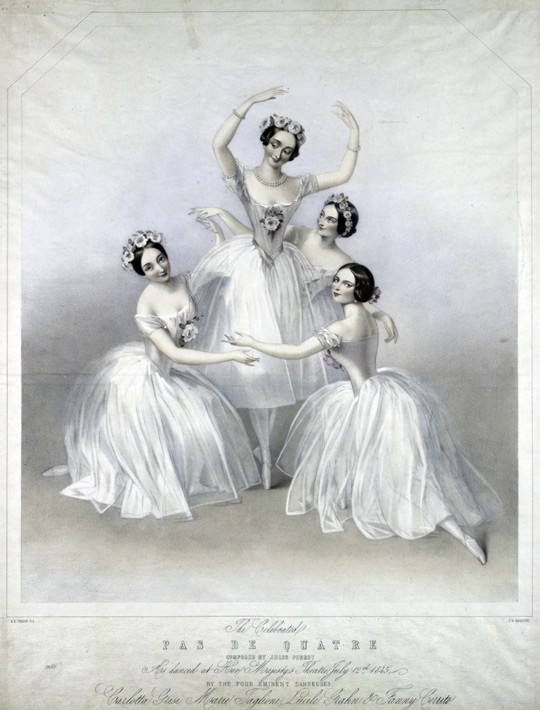
Maria Taglioni (stoi z wzniesionymi rękami), a Carlotta Grisi (pierwsza z lewej), duńska balerina Lucille Grahn (druga od prawej), Fanny Cerrito (pierwsza od prawej) - Thomas Herbert Maguire na podstawie rysunku Alfreda Edwarda Chalona.

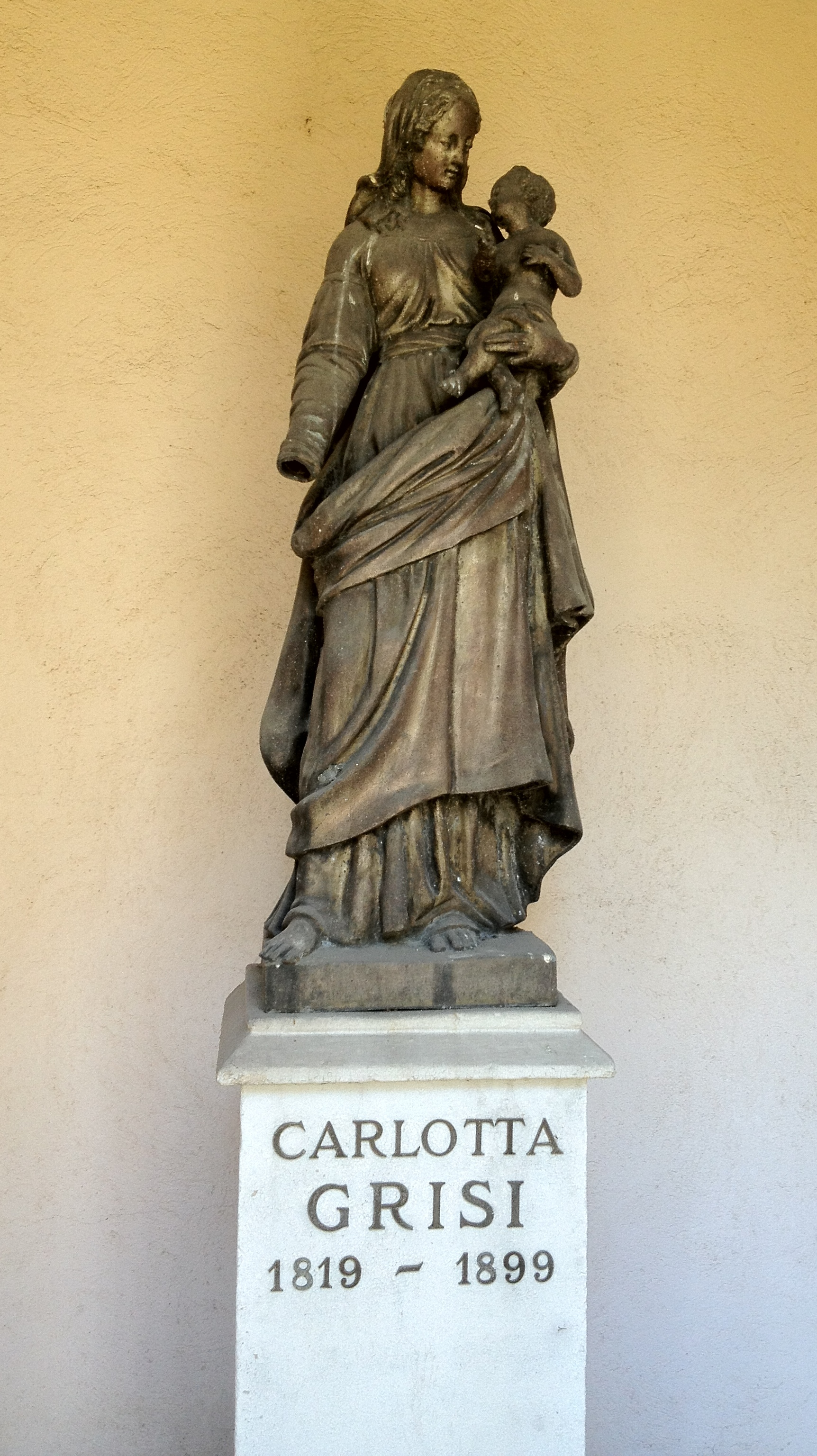
Grób Carlotty Grisi, na cmentarzu w Châtelaine opodal Saint-Jean.

Carlotta Grisi (wym. Karlotta Grịzi, ur. 28 czerwca 1819 w Vižinadzie na Istrii, zm. 20 maja 1899 w Saint-Juan koło Genewy) – włoska tancerka baletowa.

## Życiorys
Carlotta Grisi była obok Fanny Elssler i Marii Taglioni najwybitniejszą tancerką epoki romantyzmu. Była uczennicą szkoły w Mediolanie, talent jej odkrył i czuwał nad jego rozwojem jej przyszły mąż Jules Perrot – czołowy tancerz i choreograf baletu romantycznego. Zadebiutowała 19 maja 1832 w Sette redclute Luigi Astolfiego. W 1841 została zaangażowana do Opery paryskiej, w której odniosła ogromny sukces w specjalnie dla niej napisanym balecie Giselle z muzyką Adolphe Adama, choreografią Jean Coralliego i Jules Perrota, oraz scenografią Pierre Ciceriego. Do 1850 występowała w Operze paryskiej i w wielu miastach europejskich, np. w Warszawie występowała w listopadzie i grudniu 1853 roku, partnerowali jej wówczas Aleksander i Antoni Tarnowscy. Potem osiadła w Saint-Juan koło Genewy.
Powiadają, że do tej decyzji o zakończeniu świetnej kariery przyczynił się nieszczęśliwy upadek ze schodów w 34. roku jej życia.

## Ważniejsze role
- Sette redclute z choreografią Luigi Astolfiego.
- Giselle z muzyką Adolphe Adama, choreografią Jean Coralliego i Jules Perrota oraz scenografią Pierre Ciceriego, 1841;
- Piękna dziewczyna z Gandawy z muzyką Adolphe Adama i choreografią Alberta, 1842;
- La Peri z muzyką Johanna Fr. Fr. Burgmüllera, choreografią Jean Coralli, 1843;
- Esmeralda z muzyką Cesare Pugniego i choreografią Jules Perrota, 1844;
- Pas de quatre z muzyką Cesare Pugniego i choreografią Jules Perrota, 1844;
- Le Diable à quarte, do libretta Rosier de Leuvena i Josepha Maziliera i jego choreografii, ze scenografią Pierre Ciceriego i P. Lormier; 1845;
- Paquita z muzyką Édouarda Deldeveza i choreografią Josepha Maziliera, 1846[1].

### Występy w Polsce
- Od 15 listopada do 29 grudnia 1853 w baletach: Hrabina i wieśniaczka, Giselle, Esmeralda i Katarzyna, córka bandyty. Partnerowali jej wówczas Antoni i Aleksander Tarnowscy[1].